# Parafia św. Katarzyny Aleksandryjskiej w Grzywnie
Parafia św. Katarzyny Aleksandryjskiej w Grzywnie – parafia rzymskokatolicka, znajdująca się w diecezji toruńskiej, w dekanacie Chełmża. 

## Wioski
- Grzywna
- Brąchnówko
- Browina
- Kuczwały
- Mała Grzywna
- Ostaszewo
- Sławkowo
- Wytrębowice
- Zęgwirt